# U-639
U-639 – niemiecki okręt podwodny (U-Boot) typu VIIC z okresu II wojny światowej. Okręt wszedł do służby w 1942 roku. Jedynym dowódcą był Oblt. Walter Wichmann. 

## Historia
Okręt został włączony do 5. Flotylli U-Bootów (Kilonia) celem szkolenia i zgrania załogi. Od kwietnia 1943 roku jako jednostka bojowa w składzie 11. (Bergen), później 13. Flotylli (Trondheim).
U-639 odbył cztery patrole bojowe na wodach arktycznych, podczas których nie zatopił żadnej jednostki przeciwnika. Ostatni z nich, rozpoczęty 11 sierpnia 1943 roku w Narwiku, miał na celu stawianie min w Zatoce Obskiej (Morze Karskie). 28 sierpnia 1943 roku na północny wschód od Nowej Ziemi niemiecka jednostka została wykryta za pomocą sonaru przez radziecki okręt podwodny S-101, który wystrzelił w jej kierunku salwę trzech torped. W wyniku ataku zginęła cała, 47-osobowa załoga U-Boota.